# Melodije morja in sonca 1989
XII. Melodije morja in sonca (Portorož '89) so potekale avgusta 1989 v Avditoriju Portorož. Povezovala jih je Miša Molk v paru z italijanskim voditeljem. V tekmovalnem delu se je predstavilo 16 novih skladb, kot gostje pa so nastopile skupine Ne joči Peter, Karamela, Zebra imago in Bazar. 
Zmagala sta Helena Blagne in Nace Junkar s pesmijo Vrniva se na najino obalo.

## Tekmovalne skladbe
| #   | Izvajalec                                     | Naslov pesmi                   | Avtorji (glasbe – besedila)                     |
| --- | --------------------------------------------- | ------------------------------ | ----------------------------------------------- |
| 1.  | Helena Blagne & Nace Junkar                   | Vrniva se na najino obalo      | Oto Pestner                                     |
| 2.  | Agropop                                       | Tam na morju mene ljub'ca čaka | Aleš Klinar                                     |
| 3.  | Rosana & Vili                                 | U predasima želja              | Vili Janko – Rosana Brajko                      |
| 4.  | Top Express                                   | Melani                         | Ivica Topić, Pero Pilić – S.Lišić, K. Klemenčić |
| 5.  | Damjana (Penič)                               | Rojstvo                        | Matjaž Murko – Miša Čermak                      |
| 6.  | Cafe                                          | Sijaj noči                     | Primož Peterca                                  |
| 7.  | Pink Panter                                   | Dekleta iz 8. b                | Aleš Klinar                                     |
| 8.  | Big Ben                                       | Lady Blue                      | Janez Rijavec                                   |
| 9.  | Romeo                                         | Adio                           | Miha Vardjan                                    |
| 10. | Ksenija Erker                                 | A la fine della strada         | Hrvoje Hegedušić                                |
| 11. | Casino                                        | Poljubi me još jedan put       | Marino Legovič – Slavko Ivančić                 |
| 12. | Don Juan                                      | Gusarji z morja                | Branko Jovanovič                                |
| 13. | Laura Budal & Zvone Kumar                     | Poletne nežnosti               | Tomaž Kozlevčar – Iztok Jelačin                 |
| 14. | Pop Design                                    | Nekoč bom zbral pogum          | Tadej Hrušovar – Branko Jovanovič               |
| 15. | Happy Day                                     | Coco swing                     | Ilario Bontempo, Stefano Franco – I. Bontempo   |
| 16. | Johnny y Las guitaras atomicas & Gino D'Eliso | Nubi tropicali                 | Gino D'Eliso, Ilario Bontempo – G. D'Eliso      |

## Nagrade
Nagrada občinstva
- Vrniva se na najino obalo (Oto Pestner) – Helena Blagne in Nace Junkar

O zmagovalcu občinstva so odločali glasovi obiskovalcev v Avditoriju in žirij poslušalcev slovenskih radijskih postaj.
Nagrada strokovne žirije
- Coco swing (Ilario Bontempo/Stefano Franco-I. Bontempo) – Happy Day
- A la fine della strada (Hrvoje Hegedušić) – Ksenija Erker

Nagrada za najboljše besedilo
- Aleš Klinar za pesem Dekleta iz 8. b (Pink Panter)

Nagrada za najboljšega debitanta
- Damjana (Rojstvo)